# Bertoldino
Bertoldino è un personaggio immaginario ideato da Giulio Cesare Croce nella sua novella Le piacevoli et ridicolose simplicità di Bertoldino, integrata nella raccolta Bertoldo, Bertoldino e Cacasenno.

## Il personaggio e le sue avventure
Bertoldino è il figlio di Bertoldo, contadino rozzo e maleducato ma di acutissimo ingegno. L'uomo si era già guadagnato la fiducia del Re Alboino, imperversando nella sua corte di Verona come consigliere e buffone. Tuttavia Alboino, per volerlo premiare dei suoi servigi, lo fece diventare conte, integrandolo completamente alla vita dei nobili, facendolo così morire di disperazione. Bertoldino al contrario del padre è assai sciocco e senza capacità di formulare dei semplici concetti. Si pensi che nella novella dove è protagonista, Bertoldino sarà protagonista di quattro divertentissime avventure.
Nella prima egli, dopo esser tornato a casa con la saggia e scaltra Marcolfa sua madre dalla corte di Alboino, scopre di essere entrato in possesso di un grande podere vicino al suo villaggio. Sul cortile della magione vi è una fontanella con delle rane e Bertoldino, che aveva con sé anche un cofanetto di scudi d'oro, si reca ad osservarle. Sentendo il curioso e ripetitivo gracidìo delle ranocchie, Bertoldino pensa che queste vogliano indicargli che le monete che possiede fossero quattro. Confuso e poi infuriato, Bertoldino grida loro che le monete erano di certo più di quattro e per farle rendere conto dell'errore ne getta un pugno nella fontana. Le rane continuano a gracidare insistentemente e Bertoldino, ormai in preda all'ira, getta tutti i soldi nel piccolo stagno, prendendo infine le legnate dalla madre.
Nella seconda avventura Bertoldino smarrisce l'oca Nerina e per questo si mette a covare le sue uova imitando il verso del pennuto, per non far accorgere ai piccoli che la loro madre è scomparsa. La madre Marcolfa appena lo vede non comprende cosa il figlio stia facendo e lo prende per un pazzo, ancor di più quando Bertoldino la invita a trattarlo come un'oca. Arrabbiata infine dal comportamento idiota del figlio, Marcolfa gli dà una legnata sulla testa e Bertoldino cade a sedere sul cesto, strapazzando le uova. Nella terza avventura, Bertoldino s'innamora di Menghina, la figlia sciocca e balorda di una coppia di contadini e la sposerà in futuro, generando Cacasenno. Nell'ultima avventura, Bertoldino viene ferito dal suo asino che gli molla un calcio allo stomaco e Marcolfa, con un imbroglio, convince il re Alboino a risarcirla.

## L'interpretazione di Maurizio Nichetti
Nel film del 1984 diretto dal maestro Mario Monicelli: Bertoldo, Bertoldino e Cacasenno, l'attore Maurizio Nichetti interpreta Bertoldino assieme ad Ugo Tognazzi che impersona Bertoldo, a Lello Arena che veste i panni di re Alboino e anche ad Alberto Sordi che mette in scena un personaggio fuori campo: quello di Frate Cipolla da Frosolone, protagonista di una novella del Decameron di Boccaccio. Il personaggio di Nichetti rispecchia in gran parte i canoni del Bertoldino di Croce: appare magro ed agile, coi capelli e baffi color carota e ricco di una stupidità esagerata. Anche in questa storia Bertoldino ricalca la maggior parte delle disavventure della novella di Croce ed in più combina un gran pasticcio facendo mangiare per errore al suo asino "Cavallo" delle monete d'oro dategli in consegna da Bertoldo e da Frate Cipolla. Il metodo di Cipolla di far uscire i denari dall'asino sarà alquanto ingegnoso, preparandogli un portentoso e potente lassativo. Come nel racconto di Croce, anche nel film Bertoldino usa per parlare un ricco vocabolario volgare, misto di un impasto del dialetto del Nord Italia e della lingua latina, causando l'ilarità dello spettatore.